# Hermann Picha
Pour les articles homonymes, voir Picha (homonymie).
Hermann Picha, né à Berlin le 20 mars 1865 et mort le 7 juin 1936  dans cette ville, est un acteur allemand de théâtre et de cinéma.
Picha est extrêmement prolifique, apparaissant dans plus de 300 courts et longs métrages de l'époque du muet et du début du parlant. Il a joué aussi bien des rôles principaux que des rôles de soutien. Il a notamment tenu en 1920 le rôle-titre dans Schneider Wibbel (Wibbel le taileur) réalisé par Manfred Noa et est apparu en 1921 dans Les Trois Lumières (Der müde Tod) de Fritz Lang.

## Filmographie
- 1917 : Hilde Warren et la Mort de Joe May
- 1917 : Furcht de Robert Wiene
- 1920 : So ein Mädel d'Urban Gad
- 1921 : Le Tombeau hindou de Joe May
- 1921 : Les Trois Lumières (Der müde Tod) de Fritz Lang
- 1921 : Die Fremde aus der Elstergasse d'Alfred Tostary
- 1922 : Der Bekannte Unbekannte d'Erik Lund
- 1926 : Manon Lescaut d'Arthur Robison
- 1926 : Sibérie, terre de douleur de Mario Bonnard et Guido Parish
- 1926 : Tartuffe de Friedrich Wilhelm Murnau
- 1927 :Unter Ausschluß der Öffentlichkeit de Conrad Wiene
- 1927 : Das tanzende Wien de Friedrich Zelnik
- 1927 : La Tragédie de la rue de Bruno Rahn
- 1927 : Le Baron imaginaire de Willi Wolff
- 1927 : Les Tisserands de Friedrich Zelnik
- 1928 : Shéhérazade d'Alexandre Volkoff
- 1928 : Rasputins Liebesabenteuer de Martin Berger
- 1930 : Le Roi du Danube (Donauwalzer) de Victor Janson